# Dying for the World
Dying for the World es el décimo álbum de la banda estadounidense de heavy metal W.A.S.P., publicado en el año 2002. Dying For The World fue la dedicatoria de Blackie Lawless a todos los que fallecieron en los eventos terroristas del 11 de septiembre, especialmente en la canción "Hallowed Ground".
El álbum fue escrito y grabado en menos de doce meses. Este es un hecho bastante inusual, pues Blackie Lawless es un perfeccionista que normalmente toma dos años o más en la grabación y producción de un disco.

## Lista de canciones
- Todas las canciones escritas por Blackie Lawless.

1. "Shadow Man" - 5:34
2. "My Wicked Heart" - 5:38
3. "Black Bone Torso" - 2:15
4. "Hell for Eternity" - 4:38
5. "Hallowed Ground" - 5:54
6. "Revengeance" - 5:20
7. "Trail of Tears" - 5:50
8. "Stone Cold Killers" - 4:56
9. "Rubber Man" - 4:25
10. "Hallowed Ground" - 6:08